# Автомобильный кран К-46

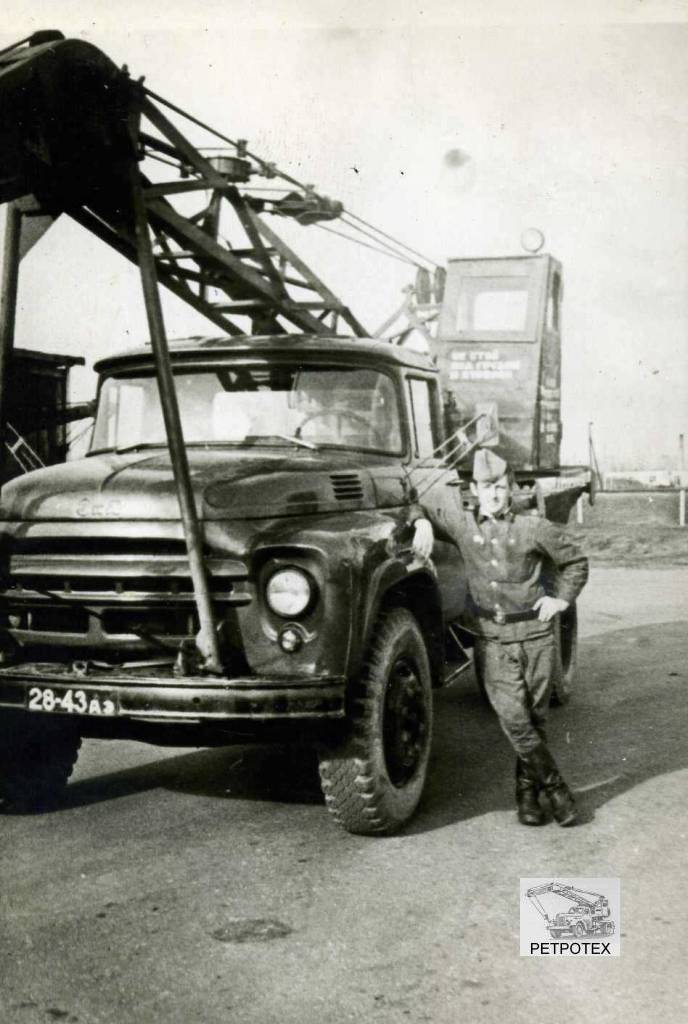

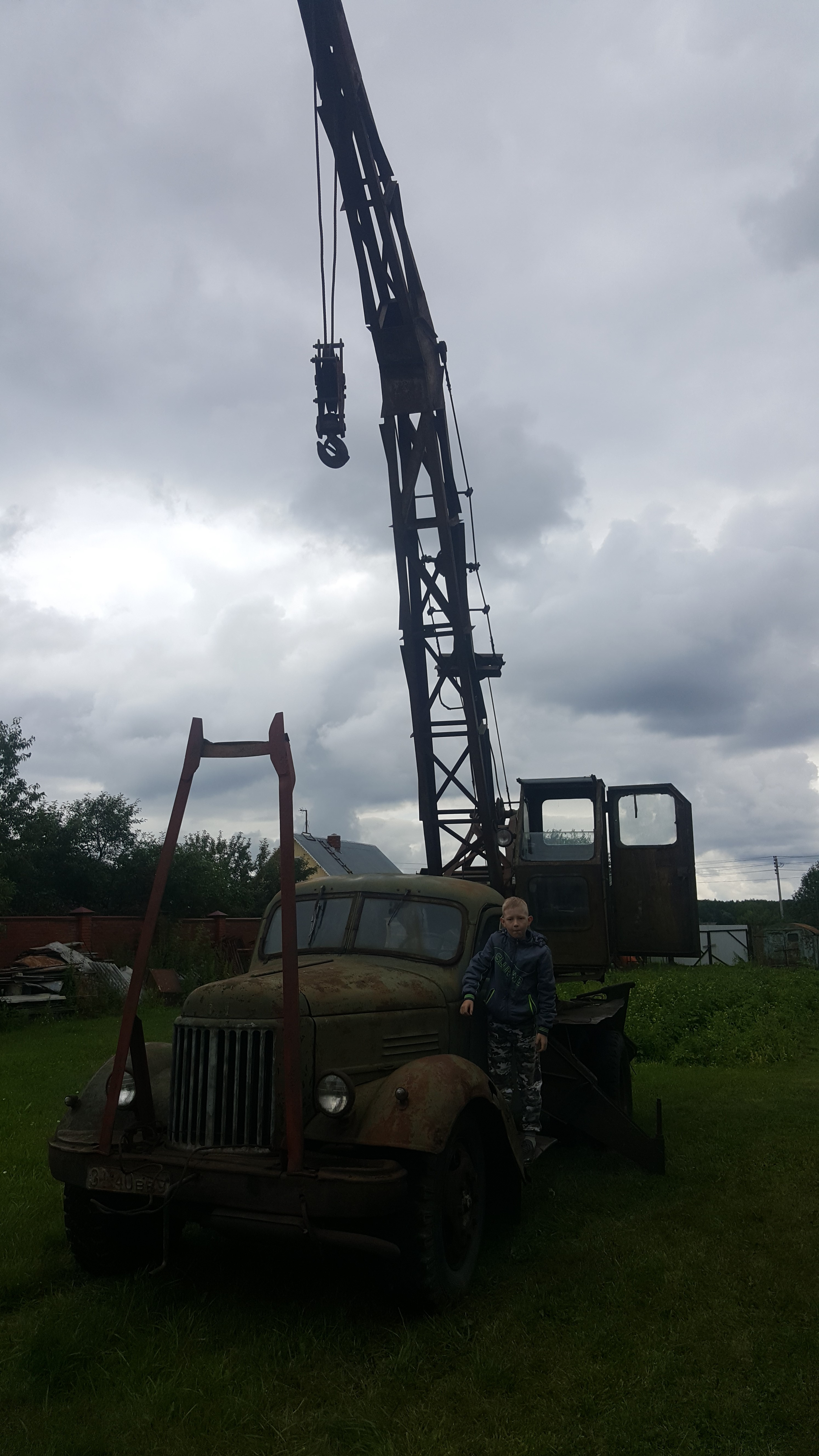

Автомобильный кран К-46 — это результат модернизации автокрана ЛАЗ-690А. Были усилены некоторые узлы крановой установки, что позволило увеличить грузоподъёмность с 3 до 4 тонн. Выпускались эти краны Дрогобычским заводом автомобильных кранов в 1967 году и устанавливались на шасси ЗИЛ-130.
Кран был оснащён грузовой и стреловой лебёдками, механизмом поворота. Все механизмы крана приводятся в действие от двигателя автомобиля.
На данный момент сохранился один такой кран. В 1975 году крановая установка была переставлена на шасси ЗИЛ-164 1961 года выпуска.
Принцип работы и управление
Движение от коленчатого вала двигателя автомобиля передаётся через сцепление и коробку передач к ведущему вала коробки отбора мощности. При передвижении крана крутящий момент через зубчатую муфту посредством карданного вала передаётся на задний мост шасси автомобиля. Для работы по перемещению грузов каретку муфты вводят в зацепление с зубьями ведуще шестерни коробки отбора мощности. Тогда движение посредством зубчатых колёс передаётся карданному валу, а от него паре конических шестерен промежуточного редуктора. От этого редуктора движение передаётся валу и установленной на нём кулачковой муфте реверсивного механизма.
При включении муфты в зацепление с кулачками конических шестерен изменяется направление движения конической шестерни и вала, на котором установлена коническая шестерня, находящаяся в зацепление с шестернями распределительной коробки.
Если включить кулачковую муфту, то движение шестерни передаётся карданному валу, а от него через автоматическую колодочную муфту-тормоз червячному валу, который находится в зацеплении с червячным колесом, соединённым с барабаном лебёдки подъёма груза.
При включении кулачковой муфты движение передаётся карданному валу, а от него через автоматическую колодочную муфту-тормоз червячному валу, находящемуся в зацеплении с червячным колесом барабана лебёдки подъёма стрелы.
Лебёдка подъёма груза и стрелоподъёмная лебёдка объединены в один общий агрегат - блок лебёдок.

При включении кулачковой муфты движение через крестово-кулисную муфту передаётся червячному валу механизма вращения поворотной рамы крана. Червячный вал находится в зацеплении с червячным колесом, установленном на вертикальном валу механизма вращения. На верхней части вала установлена конусная фрикционная муфта предельного момента, а на нижнем - цилиндрическая шестерня, находящаяся в постоянном зацеплении с опорно-поворотным зубчатым венцом, жёстко соединённым с неповоротной рамой. Через постоянно замкнутую фрикционную муфту движение от червячного вала передаётся валу, вместе с которым вращается шестерня. Эта шестерня при своём вращении обегает зубчатый венец, поворачивая поворотную платформу крана с расположенными на ней механизмами на 360°. Для торможения поворотного движения на червячном валу установлен ленчатый постоянно замкнутый неуправляемый тормоз.
Ссылки
http://retroteh.ucoz.ru/avtokrany/k_46.html
http://www.techstory.ru/krans/kr_avto.htm
http://dak.com.ua//
http://rada.com.ua/ukr/catalog/9864/